# Kuropatwy (obraz Józefa Chełmońskiego)

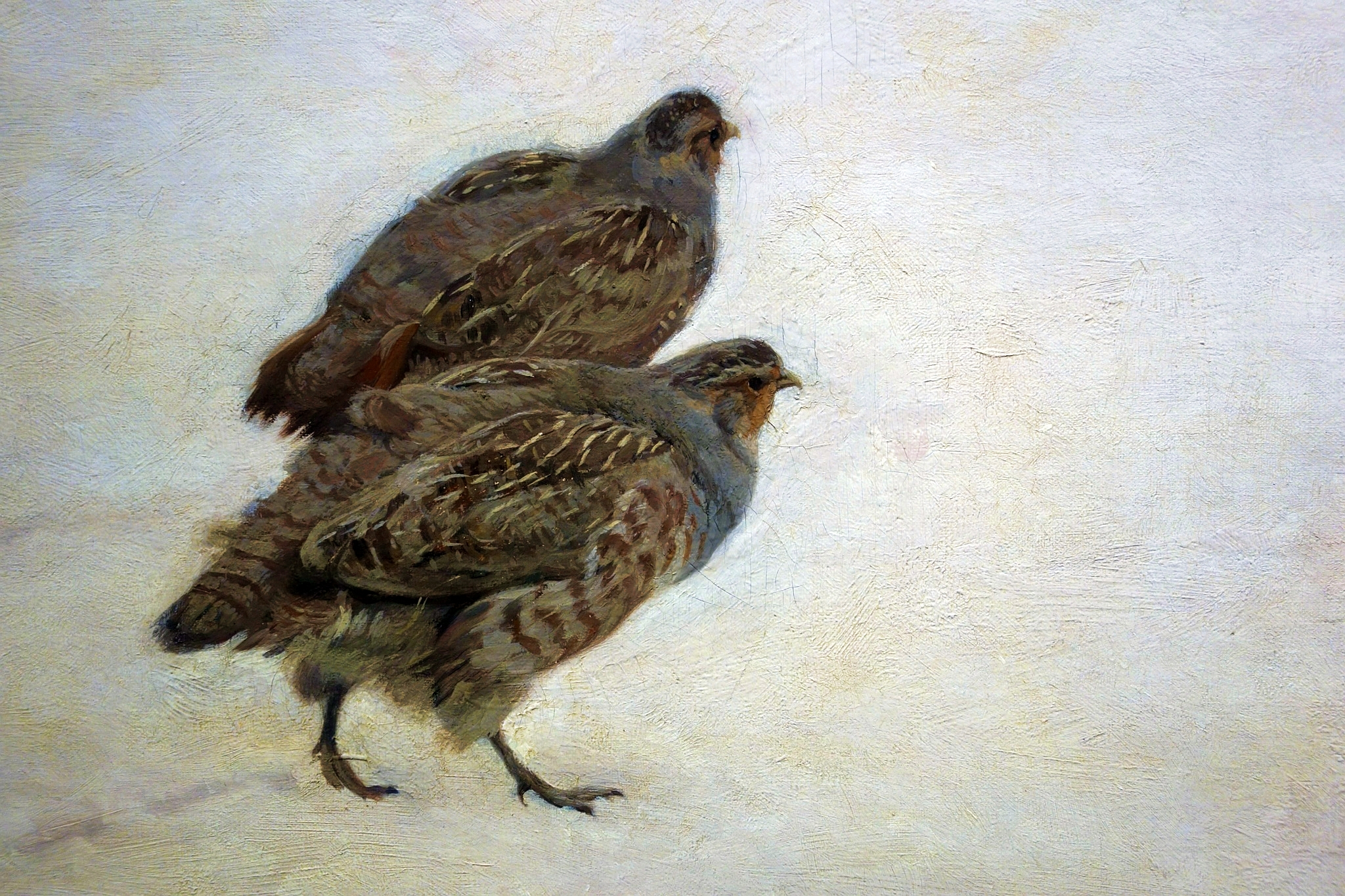
Detal

Kuropatwy (Kuropatwy na śniegu) – obraz olejny malarza Józefa Chełmońskiego. Dzieło jest przechowywane w Muzeum Narodowym w Warszawie.

## Historia
W 1887 r. Chełmoński przeprowadził się z Paryża i osiadł na Mazowszu, gdzie dwa lata później zamieszkał w swoim majątku w Kuklówce (zob. dworek Józefa Chełmońskiego). Od roku 1886, kiedy to namalował Dropie, datuje się nowy rozdział w jego twórczości: w tworzonych wtedy pracach zaszły duże zmiany, dynamiczne kompozycje ustąpiły miejsca wyciszonym krajobrazom często pozbawionym sztafażu. Na jego płótnach pojawiały się motywy pól i polnych dróg, lasów, rzek i jezior. Artysta zaczął malować w plenerze rezygnując z mocnych kontrastowych barw na rzecz stonowanych kolorów.
Według relacji córki Chełmońskiego malarz wiele razy leżał na śniegu obserwując kuropatwy. W 1891 roku na Międzynarodowej Wystawie w Berlinie artysta za obraz Kuropatwy otrzymał najwyższą nagrodę, tj. Ehrendiplom.

## Opis
Obraz przedstawia stado kuropatw na śniegu, każdy ptak potraktowany jest indywidualnie. Zimny wiatr rozwiewa im pióra, a niebo nieomal zlewa się z ziemią. Kompozycja jest oparta na kontraście dużej płaszczyzny, przedstawionej w różnych odcieniach bieli i drobnych, ciemnych sylwetek ptaków w brudnopopielatej tonacji. Gama kolorystyczna jest stonowana, zbliżająca się do monochromatyzmu. Ciemne zarysy ptasich ciał są zrównoważone przez delikatnie zaznaczoną linię horyzontu i intensywniejszą barwę śniegu w lewej dolnej części obrazu.
Joanna M. Sosnowska uważa, że choć przedstawienie kuropatw jest realistyczne, to jednak niemożliwe jest zaobserwowanie tych ptaków w naturze z tak niewielkiej odległości i pod takim kątem, jak zaprezentował to Chełmoński na obrazie. Przy tworzeniu tego płótna malarz inspirował się prawdopodobnie sztuką japońską, z którą zetknął się podczas pobytu w Paryżu. Na takie inspiracje wskazują również powstałe wcześniej Czajki, obydwa obrazy są najwcześniejszymi dziełami polskimi powstałymi pod wpływem japońszczyzny. Ponieważ Chełmoński wrócił z Paryża cztery lata przed powstaniem Kuropatw, wskazuje to nie na chwilowe zauroczenie panującą ówcześnie w stolicy Francji modą, ale na świadome artystyczne działanie.
Obraz został pozytywnie przyjęty przez krytykę, entuzjastyczne recenzje pozostawili m.in. współcześni Chełmońskiemu krytycy Zenon Przesmycki i Feliks Jasieński. Na Wystawie Międzynarodowej w Berlinie w 1891 r. malarz za Kuropatwy otrzymał najwyższą nagrodę Ehrendiplom. Kuropatwy były odbierane jako realistyczne przedstawienie grupy ptaków na śniegu, ale także jako metafora związana z symboliką patriotyczną.